# استرنج ویزیتور
استرنج ویزیتور (به انگلیسی: strange visitor) یک شخصیت خیالی درکتاب‌های کمیک آمریکایی منتشرشده توسط دی‌سی کامیکس است. او اولین بار در مجموعه سوپرمن جلد ۲ شماره ۱۴۹ حضور یافت و توسط رندال فرنز و رون فرنز خلق شد.

## داستان
به دلیل اصابت صاعقه به هواپیما، موجود کیهانی کیزمت و شارون ونس (دوست دوران کودکی کلارک کنت از اسمالویل) به موجودی معروف به استرنج ویزیتور تبدیل شدند. او به موجودی دارای انرژی الکترومغناطیسی خالص تبدیل شده بود و به آزمایشگاه‌های امیل همیلتون کشیده شده بود که هنوز یکی از لباس‌های نگهدارنده سوپرمن را داشت (از دوره‌ای که او موقتاً به انرژی الکترومغناطیسی تبدیل می‌شد) امیل لباس را طوری تغییر داد که به او تناسب داشت زیرا نتایج آزمایش نشان داد که میدان انرژی او در حال حل شدن است و لباس به او کمک می‌کند فرم جامد را حفظ کند.